# Chloroclystis festivata
Chloroclystis festivata là một loài bướm đêm trong họ Geometridae.